# Moscerino

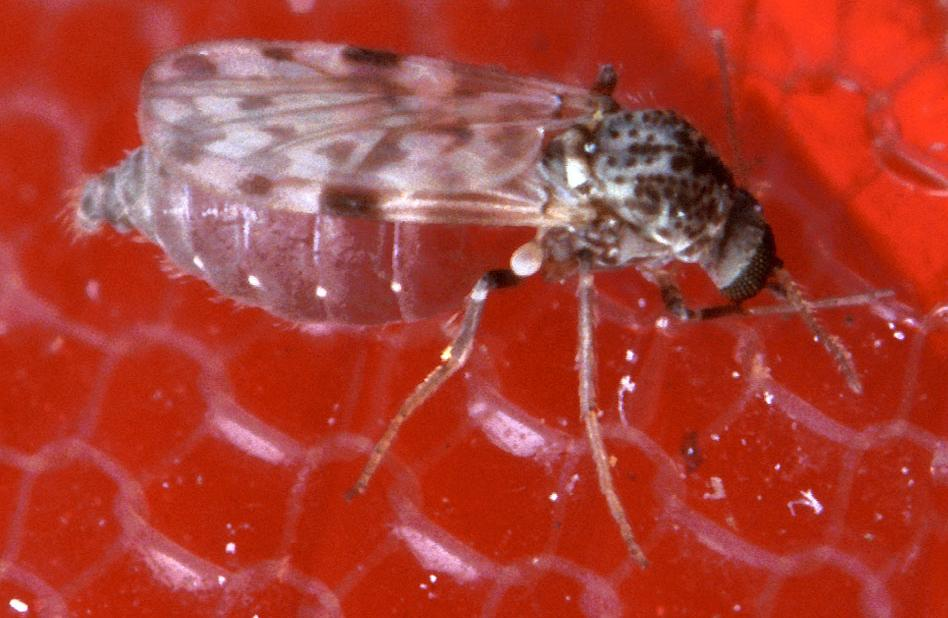
Ceratopogonidae

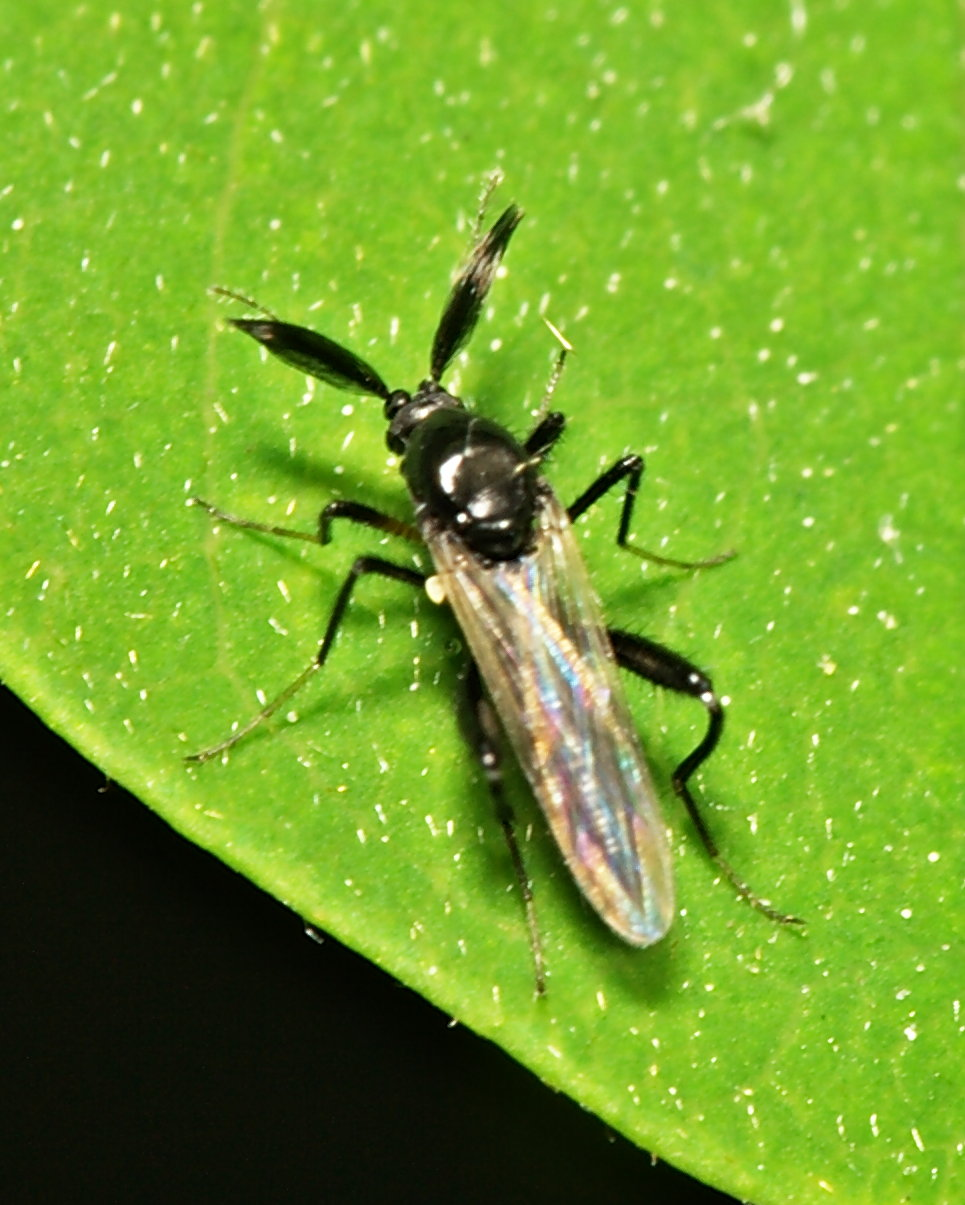
Ceratopogonide maschio

Il moscerino è un piccolo insetto appartenente all'ordine dei Ditteri. Il termine fa in genere riferimento a ditteri di dimensioni dell'ordine di pochi millimetri e dalla livrea poco appariscente. La maggior parte dei ditteri comunemente chiamati moscerini fa capo al sottordine dei Nematoceri, ma il termine è comunemente usato anche per fare riferimento a brachiceri di piccole dimensioni e che, nell'aspetto, si distinguono dalle mosche. 
Alcuni moscerini hanno apparato boccale di tipo pungente-succhiante e le femmine hanno regime dietetico parzialmente ematofago (es. Ceratopogonidi), altri invece sono incapaci di pungere e si nutrono di sostanze zuccherine (es. Chironomidi).
I moscerini sono gli insetti col più veloce battito delle ali. Un moscerino della famiglia dei Ceratopogonidi, genere Forcipomyia, batte le ali fino alla velocità di 1.000 battiti al secondo. Per confronto, la mosca ha una frequenza del battito alare di circa 200 battiti al secondo.

## Moscerini comunemente noti

### Sottordine Nematocera
- Chironomidi
- Ceratopogonidi
- Moscerini dei funghi

### Sottordine Brachycera
- Moscerino della frutta

## Nella cultura di massa
- L'insetto è il protagonista del brano Il valzer del moscerino, interpretato da Cristina D'Avena allo Zecchino d'Oro 1968.